# Koonorigan
Koonorigan är en ort i Australien. Den ligger i kommunen Lismore Municipality och delstaten New South Wales, i den sydöstra delen av landet, omkring 610 kilometer norr om delstatshuvudstaden Sydney. Antalet invånare är 877.
Närmaste större samhälle är Lismore, omkring 15 kilometer söder om Koonorigan.
I omgivningarna runt Koonorigan växer i huvudsak städsegrön lövskog. Runt Koonorigan är det ganska glesbefolkat, med 36 invånare per kvadratkilometer. Genomsnittlig årsnederbörd är 1 776 millimeter. Den regnigaste månaden är januari, med i genomsnitt 298 mm nederbörd, och den torraste är oktober, med 39 mm nederbörd.